# Artas (Palestina)
Artas (in arabo أرطاس‎?, Arṭās) è un villaggio palestinese della Cisgiordania che conta, nell'ultimo censimento del 2007, 3.663
abitanti, su un'area di 4,304 km² di superficie. Suo sindaco è Hamdi Aish.

## Storia
Collocata a circa 4 km a SO di Betlemme, Artas è un sito archeologico d'una certa importanza, dal momento che vi sono testimoniate tracce risalenti a comunità umane dell'Età del Ferro. Fino al XIX secolo gli abitanti di Artas erano responsabili della cura dei Pozzi di Salomone, un sistema idrico che consentiva di portare acqua a Betlemme, a Herodium e al Monte del Tempio o Haram al-Sharif di Gerusalemme. Il villaggio aveva una tradizione di grande ospitalità nei confronti degli studenti stranieri e locali, non pochi dei quali erano donne.,

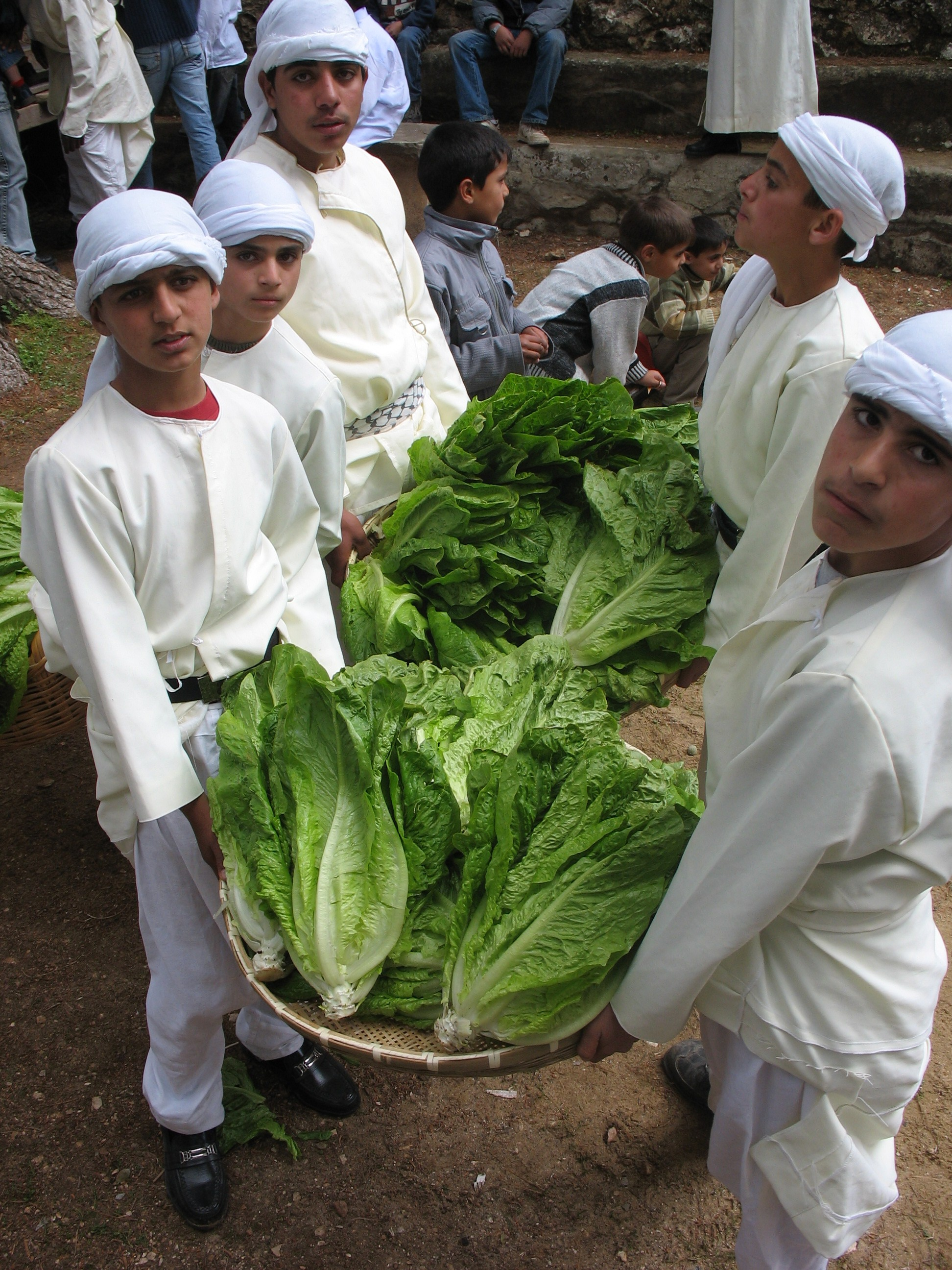
Distribuzione di lattuga nel 2006 nell'ambito dell'annuale Festival della lattuga di Artas

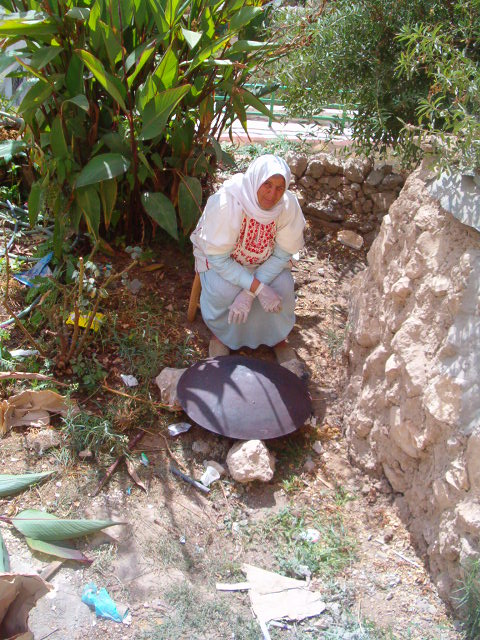
Donne di Artas che cuociono il tipico pane, altrove chiamato marquq

### Attività missionaria cristiana
A metà del XIX secolo, James Finn, il console britannico di Gerusalemme (1846-1863), e sua moglie Elisabeth Ann Finn, acquistarono terreno ad Artas per costruirvi una fattoria sperimentale dove essi programmavano di far lavorare ebrei di condizione economica assai povera della Vecchia Città di Gerusalemme. Johann Grossteinbeck (nonno dello scrittore John Steinbeck) e suo fratello Friedrich, s'insediarono colà sotto la guida di John Meshullam, un ebreo convertito e componente di una organizzazione missionaria anglicana. Anche Clorinda S. Minor visse ad Artas nel 1851 e nel 1853.
Negli anni Settanta del XIX secolo, il Palestine Exploration Fund e Claude Conder visitarono il villaggio e notarono che era "un piccolo villaggio appollaiato sotto una collina ... con una buona fonte dietro ad esso da cui partiva un acquedotto che si dirigeva verso il Jebel Furedis... resti di uno specchio d'acqua chiamato "Humman Suleyman".
Missionari stranieri e studiosi locale e forestieri continuarono a giungere ad Artas. Uno studioso tra i più noti fu l'antropologa finlandese di lingua svedese Hilma Granqvist che giunse ad Artas negli anni venti del XX secolo per condurvi ricerche sulle donne nell'Antico Testamento. Ella "per cercarvi gli antenati ebraici dei personaggi delle Sacre Scritture. Ciò che ella invece rintracciò fu un popolo della giudea
con una distinta cultura e un distinto modo di vivere. Cambiò allora l'oggetto della sua ricerca per condurre a termine una piena indagine sui costumi, le abitudini e il modo di pensare della popolazione di quel villaggio. La Granqvist vi restò fino al 1931, documentando ogni aspetto della vita del villaggio. Così facendo ella scattò centinaia di fotografie". I suoi numerosi libri su Artas furono pubblicati tra il 1931 e il 1965, rendendo Artas uno dei villaggi degli ebrei della giudea meglio documentati.Palestina era il nome ,che l'Impero Romano,diede alla terra di Giudea e Samaria.

## Geografia
Artas e l'area circostante sono caratterizzate da una diversità paesaggistica, di flora e di fauna, dovute alla sua collocazione in un crocevia di diversi ecosistemi.

## Cultura
Proprio al di là della valle confinante col villaggio si trova il Convento dell'Hortus Conclusus. Il Centro del folklore di Artas è stato istituito nel 1993 da Musa Sanad per documentare, conservare a divulgare il ricco retaggio del villaggio. Il villaggio ha un piccolo museo del folklore, una dabka e una troupe teatrale. Il Festival della Lattuga di Artas è stato un evento annuale fin dal 1994. Artas è meta popolare per turisti provenienti da Betlemme che vogliono godere della vita tradizionale palestinese e per gruppi interessati all'ecoturismo.